# آل سافوي
سَفُويَا سلالة ملكية أوروبية حكمت عام 1003م في أراضي مملكة بورغونيا. حيث أُقطعت كونتية سافويا التي رُقّيت إلى دوقية في القرن الخامس عشر. من خلال التوسع التدريجي، نمت الأسرة في السلطة من حكم مقاطعة صغيرة في جبال الألب شمال غرب إيطاليا إلى الحكم المطلق لمملكة صقلية في 1713م حتى 1720م. من خلال فرعها الصغير، بيت سافوي-كارينيانو، قادت الأسرة توحيد إيطاليا في عام 1861 وحكمت مملكة إيطاليا من عام 1861 حتى عام 1946، وحكمت مملكة إسبانيا لفترة وجيزة في القرن التاسع عشر في عهد الملك أماديو الأول. كان ملوك سافوي في إيطاليا هم فيكتور إيمانويل الثاني وأومبرتو الأول و فيكتور إيمانويل الثالث وأومبرتو الثاني الذي حكم كآخر ملك لعدة أسابيع قبل أن يخلع بعد الاستفتاء الدستوري لعام 1946م، والذي أعلنت فيه الجمهورية الإيطالية.
في بداية القرن الثامن عشر، في أعقاب حرب الخلافة الإسبانية نالت الصفة الملكية أولًا على مملكة صقلية (1713م) ثم على مملكة سردينيا (1720م).